# Feryal Abdelaziz
Feryal Ashraf Abdelaziz (nascuda el 16 de febrer de 1999, El Caire) és una karateka egípcia i la primera dona egípcia que va guanyar una medalla d'or als Jocs Olímpics. Va guanyar la medalla d'or en l'esdeveniment femení de +61 kg als Jocs Olímpics d'estiu de 2020 celebrats a Tòquio, Japó.

## Biografia
Va néixer l'any 1999 i quan tenia set anys es va dedicar al karate al Caire. Durant la seva educació va estudiar a la Universitat Britànica d'Egipte i es va formar per convertir-se en farmacèutica.
Va guanyar una de les medalles de bronze en el seu esdeveniment al Campionat Africà de Karate 2019 celebrat a Gaborone, Botswana. Va representar Egipte als Jocs Africans celebrats a Rabat, al Marroc i va guanyar la medalla de plata en la prova femenina de kumite de 68 kg.
El juny de 2021, es va classificar al Torneig Mundial de Qualificació Olímpica celebrat a París, França per competir als Jocs Olímpics d'estiu de 2020 a Tòquio, Japó. On va acabar guanyant i es va convertir en la primera dona egipcia en guanyar una medalla olímpica d'or.
Al novembre de 2021, va guanyar la medalla d'or a l'esdeveniment de kumite per equips femenins al Campionat Mundial de Karate 2021 celebrat a Dubai, Emirats Àrabs Units. També va competir en l'esdeveniment femení de 68 kg.
Va guanyar la medalla d'or en la prova femenina de 68 kg als Jocs Mediterranis de 2022 celebrats a Orà, Algèria. A la final, va derrotar a Silvia Semeraro d'Itàlia.